# Гериатрическая онкология
Гериатрическая онкология, или онкогеронтология, геронтоонкология — раздел медицины, возникший и развивающийся на стыке онкологии и геронтологии и занимающийся изучением доброкачественных и злокачественных опухолей, возникающих в пожилом и старческом возрасте, закономерностей и особенностей их течения и развития в этом возрасте, их этиологии и патогенеза.
Также гериатрическая онкология занимается изучением, разработкой и практическим применением методов профилактики, диагностики и лечения (в том числе хирургического, лучевого, химиотерапевтического, иммунотерапевтического, гормонального) опухолей в этом возрасте с учётом возрастных особенностей и ограничений.
Так, например, специально для лечения пожилых больных с острым миелоидным лейкозом, которые не могут из-за возрастного ослабления иммунитета, замедленного метаболизма и выведения химиопрепаратов, плохого общего соматического состояния, наличия множественных сопутствующих заболеваний, перенести стандартные протоколы химиотерапии ОМЛ, разработаны специальные щадящие протоколы (например применение низких доз цитарабина). Трансплантация костного мозга у больных этой возрастной категории также выполняется щадящим методом, с использованием немиелоаблативных протоколов претрансплантационного кондиционирования.